# 朱載堼
德庆恭惠王朱載堼（16世纪—1588年），明朝郑恭王朱厚烷庶次子，明朝第一代德庆王。

## 生平
嘉靖二十九年（1550年），朱厚烷因获罪被废为庶人，发凤阳高墙囚禁。十二月，明世宗仍遣武安侯鄭崑等為正使，翰林院修撰秦鳴雷等為副使，持節冊封朱載堼為德慶王。
嘉靖四十一年（1562年），世宗下詔准許朱載堼管理鄭王府事。十月，世宗遣鄭崑等為正使，翰林院檢討陸泰等為副使，持節冊封西城兵馬副指揮趙永平的女兒為德慶王妃。
万历十六年（1588年），朱載堼去世。嫡长子朱翊𨨰袭封德庆王。